# Łosiowa Dolina
Łosiowa Dolina – polsko-szwedzki projekt ogrodu-farmy typu safari na Kaszubach w okolicy Ostrzyc. Farma poświęcona łosiom została otwarta 30 czerwca 2006 w obecności Konsula Szwecji w Gdańsku oraz Macieja Płażyńskiego. Oswojone łosie przybyły do Polski ze Szwecji. Prowadzi tędy również turystyczny  Szlak Kaszubski.